# 南北大道南段
南北大道南段，或吉隆坡－芙蓉－马六甲－新山路线，是马来西亚最长南北大道的南段路线，与南北大道北段连接，并往南延伸，纵贯马来西亚半岛中、南部的四个州：雪兰莪，森美兰，马六甲和柔佛州。

## 时速限制
南北大道大部分路段的最高时速限制为每小时110公里（每小时68英里）。南段路线当中，有标示较低最高时速限制的包括：
- 接近任何收费站时，速度为每小时60公里（每小时37英里）
- 从新街场到万宜的路段：每小时90公里（每小时56英里）

南北大道没有标示最低速度限制。